# Parvunaria birma
Genre
Espèce
Parvunaria birma, unique représentant du genre Parvunaria, est une espèce d'araignées aranéomorphes de la famille des Linyphiidae.

## Distribution
Cette espèce est endémique de l'État Chin en Birmanie,. Elle se rencontre dans le parc national du Nat Ma Taung.

## Description
Le mâle holotype mesure 2,75 mm.

## Étymologie
Son nom d'espèce lui a été donné en référence au lieu de sa découverte, la Birmanie.

## Publication originale
- Tanasevitch, 2018 : On linyphiid spiders of Myanmar, with the description of a new genus and species (Aranei: Linyphiidae). Arthropoda Selecta, 27(2): 172-176 (texte intégral).